# Димаджио, Пол
Пол Димаджио (англ. Paul Joseph DiMaggio; род. 10 января 1951, Филадельфия, Пенсильвания) — американский социолог, специалист в области искусства и культуры, а также экономической социологии и социологии организаций, профессор Нью-Йоркского университета и именной профессор-эмерит Принстона. Член Американского философского общества (2016) и НАН США (2022), American Academy of Political and Social Science и Американской академии искусств и наук. 

## Биография
Происхождением из Южного Джерси.
Выпускник Суортмор-колледжа (бакалавр с отличием, 1971). После чего некоторое время посвятил музыкальной карьере. Получил степени магистра (1977) и доктора философии (1979) по социологии в Гарварде. Учился там у Christopher Jencks, Ann Swidler, Michael Useem, Harrison White.
В том же 1979 году поступил фелло-постдоком в Йель, позднее прошёл там путь от ассистент-профессора до профессора кафедры социологии (до 1992).
В 1984—1985 годах фелло Института перспективных исследований.
С 1992 по 1996 год преподавал в Принстонском университете, где ныне именной эмерит-профессор (A. Barton Hepburn Emeritus Professor of Sociology and Public Affairs), заведовал там кафедрой социологии (1996—1999). Сотрудничал там с профессором Stanley Nider Katz. C 2008 года также числится в Принстонской школе общественных и международных отношений. C того же 2008 года именной профессор, с 2016 года эмерит.
В 2016 году ушёл в отставку в Принстоне и поступил профессором социологии в Нью-Йоркский университет, коим является поныне.
Разработчик наследия Пьера Бурдьё, первая работа Димаджио ему посвящённая появилась в 1976 году. Соавтор Уолтера Пауэлла.
Гуггенхаймовский стипендиат (1990).

## Сочинения
Автор и редактор книг:
- Managers of the Arts. — Seven Locks Press 1988. ISBN 0-932020-50-X
- The New Institutionalism in Organizational Analysis (editor with Walter Powell), University of Chicago Press, 1991. ISBN 0-226-67709-5
- Race, Ethnicity and Participation in the Arts (with Francie Ostrower), Seven Locks Press, 1992. ISBN 0-929765-03-6
- The 21st-Century Firm: Changing Economic Organization in International Perspective (editor), Princeton University Press, 2001. ISBN 0-691-11631-8
- Art in the Lives of Immigrant Communities in the United States (2010, в соредакторстве с Patricia Fernández-Kelly[англ.], ISBN 9780813547589)

### Статьи
- Культура и хозяйство // Экономическая социология. 2004. № 3.
- ДиМаджио П. Дж., Пауэлл У. В. Новый взгляд на «железную клетку»: институциональный изоморфизм и коллективная рациональность в организационных полях = The Iron Cage Revisited: Institutional Isomorphism and Collective Rationality in Organizational Fields. // Экономическая социология. 2010. Т. 11. № 1. С. 34-56.